# Makatita
La makatita és un mineral de la classe dels silicats. Rep el nom del terme "donaut", paraula masai per "soda", en al·lusió a l'alt contingut en sodi del mineral.

## Característiques
La makatita és un silicat de fórmula química Na₂Si₄O₈(OH)₂·4H₂O. Va ser aprovada com a espècie vàlida per l'Associació Mineralògica Internacional l'any 1969. Cristal·litza en el sistema monoclínic.
Segons la classificació de Nickel-Strunz, la makatita pertany a «09.EE - Fil·losilicats amb xarxes tetraèdriques de 6-enllaços connectades per xarxes i bandes octaèdriques» juntament amb els següents minerals: bementita, brokenhillita, pirosmalita-(Fe), friedelita, pirosmalita-(Mn), mcgil·lita, nelenita, schal·lerita, palygorskita, tuperssuatsiaïta, yofortierita, windhoekita, falcondoïta, loughlinita, sepiolita, kalifersita, girolita, orlymanita, tungusita, reyerita, truscottita, natrosilita, varennesita, raïta, intersilita, shafranovskita, zakharovita, zeofil·lita, minehil·lita, fedorita, martinita i lalondeïta.

## Formació i jaciments
Va ser descoberta al llac Magadi, al comtat de Kajiado (Kenya). També ha estat descrita a Namíbia, Alemanya, Rússia i el Canadà.